# Epísquiro

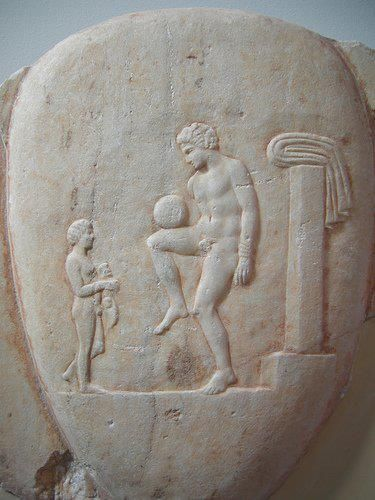
Baixo-relevo que representa um jovem da Antiga Grécia a ensaiar um jogo de bola.

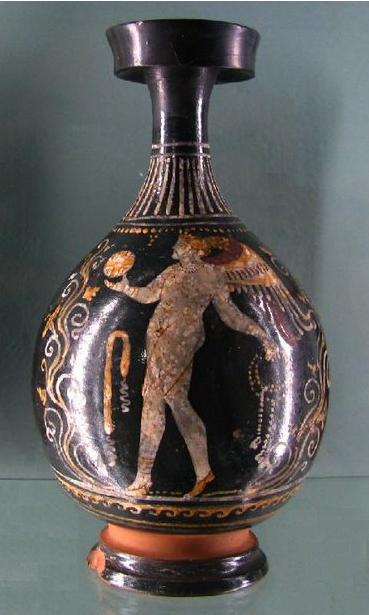
Lécito com uma figura vermelha sobre cerâmica de Eros, representando uma personagem que joga com uma bola. Terceiro quarto do século IV a.C.

Epísquiro (do grego antigo Ἐπίσκυρος, Epískyros; ou Ἐπίκοινος, Epíkoinos, 'bola comum') era um jogo com bola da Antiga Grécia. O jogo, que fomentava o trabalho de equipa, era feito por duas equipas, normalmente de entre 12 e 14 jogadores cada, com uma bola, e segundo as regras era permitido o uso das mãos. Apesar de que ser um jogo de bola, era violento, pelo menos em Esparta. As equipas tentavam lançar a bola por cima da cabeça dos jogadores da outra equipa. Havia uma linha branca entre as equipas chamada skuros e outra linha branca atrás de cada equipa. As equipas iam passando a bola entre si até que um jogador chegava à linha marcada. Em Esparta era jogada uma versão deste jogo durante um festival anual da cidade que incluía cinco equipas de 14 jogadores. A princípio jogavam apenas homens, mas também foi praticado por mulheres. A palavra grega epísquiro — ou o jogo similar chamado φαινίνδα - faininda, provavelmente significava «jogo enganoso», provinha do verbo φενακίζω - fenakizo, «(I) enganar, mentir»,) mais tarde foi adotada pelos romanos, que o renomearam e transformam no harpasto, a latinização do grego ἁρπαστόν (harpaston), neutro de ἁρπαστός (harpastos), «levar», do verbo ἁρπάζω (harpazo), «(I) apoderar-se, arrebatar».
Uma representação em baixo-relevo no jarro exposto no Museu Arqueológico Nacional de Atenas mostra um atleta grego mantendo o equilíbrio da bola na coxa.  Esta imagem é  reproduzida no troféu da Taça Europeia de futebol. Há outros desportos antigos gregos que se jogavam com uma bola além do feninda (phaininda), como por exemplo: ἀπόῤῥαξις (aporrhaxis) («jogo de bola de ressalto»), οὐρανία (ourania), «lançar bolas altas» ] e talvez o σφαιρομαχία  (sphairomachia), literalmente «batalha da bola», de σφαῖρα (sphaira' ) «bola, esfera» e μάχη (makhe), «batalha», embora se argumente que o σφαιρομαχία, era de facto uma competição de pugilismo — as esferas eram na realidade um tipo de luvas.—
Júlio Pólux inclui o feninda e o harpasto na lista de jogos de bola:
O Feninda toma o nome de Fênides, que foi o seu inventor, ou de phenakizein (enganar), porque a bola é mostrada a um homem e passada a outro, contrariamente ao esperado. É possível que este seja o mesmo jogo que o da bola pequena, que tem o nome de harpazein (arrebatar) e talvez se possa chamar o jogo com a bola macia com o mesmo nome.— Júlio Pólux, Onomástico